# Kay Redfield Jamison
Kay Redfield Jamison (1946. június 22. –) amerikai pszichológus, pszichiáterprofesszor; számos, bipoláris zavarral foglalkozó szakkönyv szerzője.

## Életpályája
Kay Redfield Jamison fiatal kora óta maga is bipoláris zavarban szenved. A Johns Hopkins University School of Medicine egyetem pszichiátria tanszékén tart előadásokat, valamint a University of St. Andrews egyetem tiszteletbeli angol nyelv professzora. Los Angelesben, a Kaliforniai Egyetemen doktorált pszichológiából. Jelölték a Best Doctor in the United States címre. A Time magazin a Hero of Medicine díjat adományozta neki.
Műveiben gyakran foglalkozik az öngyilkosság indítékainak boncolgatásával, ő maga is egyszer megkísérlt lítium-túladagolással véget vetni életének.
Fő műve, a Mániás depresszió című szakkönyv, melyet Frederick K. Goodwinnal írt, alapműnek számít a témában.
Kay Redfield Jamison védnökséget vállalt a Bipol-Art nevű németországi projekt felett, amely egy internetes platform segítségével harcol a bipoláris betegségben szenvedők társadalmi diszkriminációja ellen.

## Publikációk
- An Unquiet Mind (1995) (Autobiografie), ISBN 0-679-76330-9 magyarul: A nyughatatlan lélek, fordította: Barabás András Park Kiadó, Budapest, 2005 ISBN 963-530-059-X
- Manic-Depressive Illness (1990) (mit Frederick K. Goodwin), ISBN 0-19-503934-3
- Touched with Fire: Manic-Depressive Illness and the Artistic Temperament (1993) (George Byronról), ISBN 0-684-83183-X
- Night Falls Fast: Understanding Suicide (1999), ISBN 0-375-70147-8
- Exuberance: The Passion for Life (2004), ISBN 0-375-40144-X
- Robert Lowell: Setting the River on Fire (2017), ISBN 0-307-70027-5